# آنا نيتريبكو
آنا نيتريبكو (بالروسية: Анна Юрьевна Нетребко) هي مغنية أوبرا روسية نمساوية  ذات طبقة صوتية سوبرانو. ولدت بمدينة كراسنودار الروسية يوم 18 سبتمبر 1971.

## وصلات خارجية
- آنا نيتريبكو على موقع IMDb (الإنجليزية)
- آنا نيتريبكو على موقع الموسوعة البريطانية (الإنجليزية)
- آنا نيتريبكو على موقع مونزينجر (الألمانية)
- آنا نيتريبكو على موقع ألو سيني (الفرنسية)
- آنا نيتريبكو على موقع ميوزك برينز (الإنجليزية)
- آنا نيتريبكو على موقع أول موفي (الإنجليزية)
- آنا نيتريبكو على موقع أول ميوزيك (الإنجليزية)
- آنا نيتريبكو على موقع ديسكوغز (الإنجليزية)
- آنا نيتريبكو على موقع قاعدة بيانات الفيلم (الإنجليزية)
- آنا نيتريبكو على موقع كينوبويسك (الروسية)

- الموقع الرسمي